# Dimitrios Moschos
Dimitrios Moschos (* 23. Juli 1964 in Athen) ist ein griechischer Kirchenhistoriker.

## Leben
Er erwarb den Magister 1994 in Byzantinistik bei Armin Hohlweg an der Universität München, wurde 1995 an der theologischen Fakultät der Universität Athen promoviert und 2007 bei Heinrich Holze an der Universität Rostock habilitiert. Seit 2012 ist er Assistenz-Professor für Kirchengeschichte an der Theologischen Fakultät der Universität Athen.

## Schriften (Auswahl)
- Πλατωνισμός ἤ Χριστιανισμός. Οἱ φιλοσοφικές προϋποθέσεις τοῦ Ἀντιησυχασμοῦ τοῦ Νικηφόρου Γρηγορᾶ (1293–1361). Athen 1998, OCLC 777301928.
- Ἀπό τόν Ὄσιρι στόν Υἱό Δαβίδ. Ἡ γένεση καί τό ἀρχέγονο πολίτευμα τοῦ Χριστιανισμοῦ στήν Αἴγυπτο. Athen 2002.
- Eschatologie im ägyptischen Mönchtum. Die Rolle christlicher eschatologischer Denkvarianten in der Geschichte des frühen ägyptischen Mönchtums und seiner sozialen Funktion. Tübingen 2010, ISBN 978-3-16-150045-9.
- Συνοπτική ιστορία του χριστιανισμού. Athen 2014, ISBN 9605278006.